# Pavetta praeterita
Pavetta praeterita är en måreväxtart som beskrevs av Cornelis Eliza Bertus Bremekamp. Pavetta praeterita ingår i släktet Pavetta och familjen måreväxter. Inga underarter finns listade i Catalogue of Life.